# Светловодский район
Светлово́дский райо́н (укр. Світловодський район; в 1923—1962 — Новогеоргиевский, в 1962—1969 — Кремгэсовский) — упразднённая административная единица Кировоградской области Украины.
Административный центр — город Светловодск, в его состав не входил.

## История
Район образован в 1923 году на территории бывших Мироновской и Новогеоргиевской волостей Александрийского уезда, а также Калабарской и Подорожанской волостей Чигиринского уезда. Центром района стал город Новогеоргиевск, а сам район вошёл в состав Александрийского округа Екатеринославской губернии. В 1925 году Александрийский округ был упразднён и район вошёл в состав Кременчугского округа Полтавской губернии. В 1928 году в состав Новогеоргиевского района перешла часть ликвидированого Крюковского района. В 1930 году округа в Украинской ССР были упразднены и район перешёл в подчинение непосредственно руководству республики. В 1931 году к Новогеоргиевскому району была присоединена территория расформированного Глинского района
В 1932 году район вошёл в состав новообразованной Харьковской области. В 1935 году Вершацкий, Галагановский и Стецовский сельсоветы были переданы в состав Чигиринского района. Постановлением ЦИК СССР от 22 сентября 1937 года Новогеоргиевский район из был переведён в состав Полтавской области. Указом Президиума Верховного Совета СССР от 10 января 1939 года Новогеоргиевский район включён в состав образованной этим же указом Кировоградской области в составе Украинской ССР. В 1947 году в состав Знаменского района были переданы Иванковецкий и Юхимовский сельский советы.
После строительства Кременчугской ГЭС и образования Кременчугского водохранилища, значительная часть района вместе с районным центром Новогеоргиевском оказалась в зоне затопления. В 1962 году территория района вошла в новообразованный Кремгесовский район с центром в городе Кремгэс, который также включил в себя расформированный Онуфриевский район, а также Косовский и Константиновский сельские советы Александрийского района. При этом сам город Кремгес стал городом областного подчинения и в состав района не вошёл. В 1965 году, в ходе сворачивания реформы по укрупнению районов в СССР, Косовский и Константиновский сельсоветы были возвращены в состав Александрийского района, а в 1966 году был восстановлен Онуфриевский район. В 1969 году районный центр был переименован в Светловодск, а район — в Светловодский.
17 июля 2020 года в результате административно-территориальной реформы район вошёл в состав Александрийского района, на его территории были сформированы Светловодская городская и Великоандрусовская сельская общины.

## География
Площадь Светловодского района составляла 1219 км². По северной части района протекает река Днепр (Кременчугское водохранилище). По территории района протекает река Цыбульник.

## Состав района
На момент упразднения в состав района входили следующие населённые пункты:
- Великоандрусовский сельский совет:
  - Великая Андрусовка
  - Выщепановка
  - Калантаев
  - Снежкова Балка
- Великоскелевский сельский совет:
  - Великая Скелевая
  - Малая Скелевая
- Глинский сельский совет:
  - Анновка
  - Арсеневка
  - Глинск
  - Семигорье
- Григоровский сельский совет:
  - Григоровка
  - Кобзаревка
  - Оврагово
  - Перекрестовка
  - Яремовка
- Захаровский сельский совет:
  - Аудиторовка
  - Захаровка
  - Серебряное
- Ивановский сельский совет:
  - Ивановка
- Мироновский сельский совет:
  - Мироновка
- Никольский сельский совет:
  - Бугроватка
  - Золотарёвка
  - Никольское
- Озёрский сельский совет:
  - Алексеевка
  - Озёра
  - Таловая Балка
- Павловский сельский совет:
  - Вольное
  - Павловка
- Подорожненский сельский совет:
  - Бабичовка
  - Нагорное
  - Подорожное
- Федорковский сельский совет:
  - Снежково
  - Федорки